# Joaquín Almunia
Pour les articles homonymes, voir Almunia.
José Joaquín Almunia Amann, né le 17 juin 1948 à Bilbao (Espagne), est un homme politique espagnol membre du Parti socialiste ouvrier espagnol (PSOE).
Sa carrière commence en 1982, lorsqu'il devient ministre du Travail dans le premier cabinet de Felipe González, dont il est le benjamin. Il change de poste quatre ans plus tard, à la suite de sa nomination comme ministre des Administrations publiques, un portefeuille qu'il conserve jusqu'en 1991. En 1994, il est désigné porte-parole du groupe PSOE au Congrès des députés, mais renonce à cette fonction pour devenir secrétaire général du parti en 1997. La déroute des socialistes aux législatives de 2000 le contraint à la démission, mais leur retour au pouvoir en 2004 lui permet d'être nommé commissaire européen aux Affaires économiques et monétaires. Reconduit par José Manuel Durão Barroso quelques mois plus tard, il se voit confier le portefeuille de la Concurrence de 2010 à 2014.

## Biographie
Diplômé en droit et en sciences économiques de l'Université de Deusto à Bilbao, il a poursuivi ses études à l'École pratique des hautes études de Paris et dans le programme Senior managers in Government de la John F. Kennedy School of Government, à l'Université Harvard.
Il devint ensuite maître de conférences de droit du travail et de la sécurité sociale à l'Université d'Alcalá de Henares.
Entre 1972 et 1975, il occupe un poste d'économiste au bureau européen des chambres de commerce espagnoles, à Bruxelles.
Par ailleurs, il est marié et père de deux enfants.

## Carrière politique

### En Espagne
Membre du Parti socialiste ouvrier espagnol (PSOE) et de l'Union générale des travailleurs (UGT, proche des socialistes), il en fût responsable pour les questions économiques de 1976 à 1979.
Le 1er mars 1979, il est élu député de Madrid lors élections générales. Il sera systématiquement réélu jusqu'aux législatives de 2004.

#### Ministre de González
À la suite de la victoire du PSOE aux législatives anticipées de 1982, Joaquín Almunia est nommé ministre du Travail et de la Sécurité sociale dans le premier gouvernement de Felipe González le 2 décembre.
Les socialistes remportent le scrutin suivant, en 1986, et Almunia est appelé par González à prendre la tête du nouveau ministère des Administrations publiques.
Il conserve son poste lors de la formation du troisième cabinet González, le 7 décembre 1989, mais le quitte lors de l'important remaniement ministériel du 12 mars 1991.

#### Ascension
Après trois ans comme simple député, il devient porte-parole du groupe Socialiste au Congrès des députés en remplacement de Carlos Solchaga le 10 mai 1994.
Le 3 mars 1996, le PSOE, après quatorze ans au pouvoir, perd les législatives au profit du Parti populaire de José María Aznar. Au congrès socialiste qui suit, en juin 1997, Joaquín Almunia est élu secrétaire général du PSOE et est remplacé par Juan Manuel Eguiagaray comme porte-parole parlementaire.

#### Primaires, et défaite
Toutefois, moins d'un an plus tard et à la surprise générale, il est défait par Josep Borrell lors des élections primaires du 24 avril 1998, destinées à choisir le candidat du parti à la présidence du gouvernement, avec 44,6 % des voix.
Borrell sera finalement contraint de renoncer, touché par un scandale affectant deux anciens collaborateurs, ce qui permet à Almunia de reprendre alors son rôle de chef de l'opposition.
Le 12 mars 2000, le Parti socialiste ouvrier espagnol perd les élections générales avec 34 % des voix et 125 députés, soit son plus mauvais score depuis le retour de la démocratie, alors que le Parti populaire s'impose avec la majorité absolue. Joaquín Almunia annonce sa démission « irrévocable » le soir même du scrutin.

### Au niveau européen
Réélu quatre ans plus tard au Congrès des députés, à l'occasion des élections générales remportées par les socialistes, il est choisi par le nouveau gouvernement, de José Luis Rodríguez Zapatero, pour prendre la succession de Pedro Solbes comme commissaire européen chargé des Affaires économiques et monétaires dans la Commission dirigée par Romano Prodi, au mois d'avril. Il est maintenu dans ses fonctions par José Manuel Durão Barroso le 22 novembre suivant.
Cinq ans plus tard, dans le cadre de la formation de la seconde commission Barroso, il est reconduit par le gouvernement espagnol, puis se voit confier le portefeuille de la Concurrence et l'une des vice-présidences de la Commission européenne.
La commission ayant reçu l'investiture du Parlement européen le 9 février 2010, Almunia prête serment le lendemain avec l'ensemble de ses collègues devant la Cour de justice de l'Union européenne.